# ALE-HOP

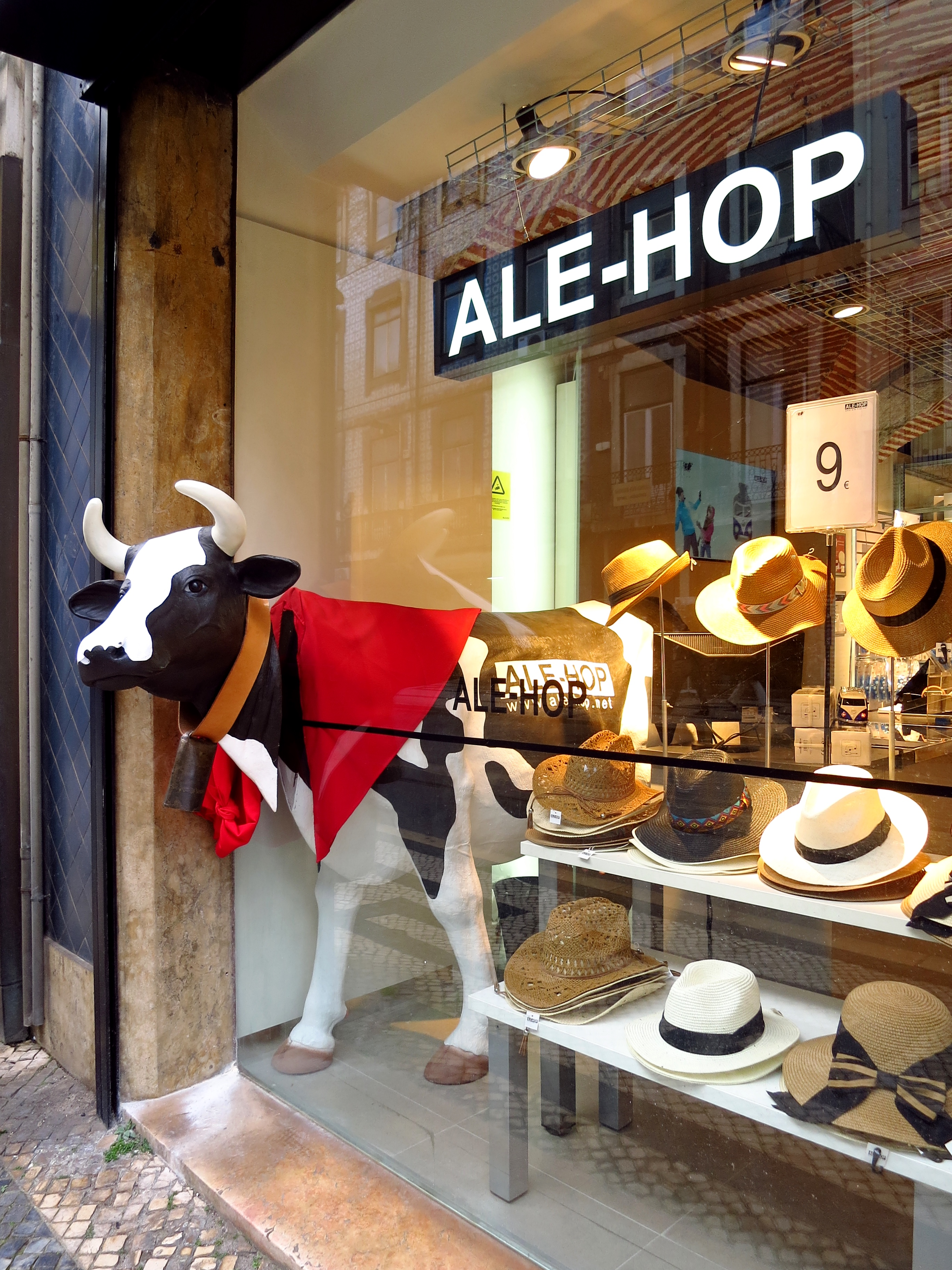
ALE-HOP winkel in Lissabon

ALE-HOP is een keten van cadeauwinkels in Europa, gevestigd in Valencia, Spanje. Vicente Grimalt, de oprichter en manager van het merk, komt oorspronkelijk uit Gata de Gorgos (Alicante) en begon in 1968 op straat met de verkoop van producten uit zijn geboortestad, waaronder reiswiegen en hoeden. In 1990 richtte hij Clave Denia SAU op, dat zich richtte op de groothandel. Daarna creëerde Grimalt het merk "ALE-HOP" en opende de eerste winkel in de Calle Paz in Valencia. 

## Geografische aanwezigheid
In 2022 waren er 270 winkels in Spanje, Portugal, Kroatië en Mexico, waarvan de meeste eigendom waren van het bedrijf. Daarnaast kent het bedrijf franchisewinkels, voornamelijk in Portugal, Mexico en Kroatië.